# Institut supérieur européen de formation par l’action
Das Institut supérieur européen de formation par l’action (kurz ISEFAC) ist in Frankreich eine private Wirtschaftshochschule. Die Hochschule wurde in Paris 2000 von der IONIS Education Group gegründet. Weitere Campus befinden sich in Lille, Nizza, Bordeaux, Lyon Montpellier, Nantes und Brüssel.

## Studiengänge (Auswahl)
- Bachelor Luxus-Mode-Design
- Bachelor für Sportmanagement und Marketing
- Bachelor Marketing Web/e-Business
- Bachelor für Tourismusmanagement